# Brachicoma asiatica
Brachicoma asiatica är en tvåvingeart som beskrevs av Boris Borisovitsch Rohdendorf och Yu. G. Verves 1979. Brachicoma asiatica ingår i släktet Brachicoma och familjen köttflugor. Inga underarter finns listade i Catalogue of Life.